# Serica prava
Serica prava är en skalbaggsart som beskrevs av Dawson 1933. Serica prava ingår i släktet Serica och familjen Melolonthidae. Inga underarter finns listade i Catalogue of Life.